# Symfonie nr. 2 (German)
Edward German componeerde zijn Symfonie nr. 2 The “Norwich” in 1893. De toevoeging Norwich dankt de symfonie aan de opdracht van het Norwich Festival, dat opdracht gaf. German was toen al een bekend componist en dirigent.

## Geschiedenis
German had net twee werken opgeleverd voor begeleiding van toneelstukken, die goed werden ontvangen, toen hij vanuit het Festival opdracht kreeg tot het schrijven van een compositie. German had al een schets voor een symfonie op de plank liggen. Deze werd omgewerkt tot zijn tweede symfonie. De première op 4 oktober 1893 verzorgde hijzelf als dirigent. Latere uitvoeringen vonden plaats in december 1893 in Crystal Palace en in 1894 nogmaals in Londen. De symfonie werd in eerste instantie enthousiast ontvangen, maar de uitvoeringen later leverden enigszins kritiek op. Met name Bernard Shaw ageerde tegen de symfonie, omdat het niet in de symfonievorm gegoten was. Deze kritiek deerde German behoorlijk, het stuk verdween van de lessenaar. German zou vanwege de opmerkingen geen symfonie meer voltooien; hij hield het voortaan bij “vagere” titels als symfonische variaties of symfonische suite. Germans vertrouwen in het werk herstelde na verloop van tijd en hij financierde uiteindelijk zelf de uitgave van dit werk in 1930. Hiermee zorgde hij er tevens voor dat zijn symfonie herontdekt werd. In 1931 en 1932 stond het op de lessenaar tijdens de Proms in Queen’s Hall en in 1936 kwam het tot een radio-uitzending. Het kwam tot een ware revival van het werk en de compositie wordt nu beschouwd als een van de betere Britse symfonieën uit het muzikale tijdperk voor Elgar’s eerste symfonie.

## Muziek
De symfonie past zoals Shaw beweerde inderdaad niet in de traditie van de met name Duitse symfonie. Een echte muzikale ontwikkeling is er niet. De symfonie heeft wel de haast klassieke vierdelige opbouw van de muzieksoort, een opening, een wat meer dieper tweede deel, een soort scherzo, en een finale:
1. Andante maestoso – allegro molto
2. Andante con moto
3. Allegro scherzando
4. Allegro marcato – Allegro molto.

De term symfonie is kennelijk gebruikt om aan te duiden dat de vier delen bij elkaar horen.

## Orkestratie
De orkestratie is klassiek:
- 2 dwarsfluiten, 2 hobos, 2 klarinetten, 2 fagotten;
- 4 hoorns, 2 trompetten, 3 trombones,
- pauken
- strijkers

## Bron en discografie
- Uitgave Dutton Vocalion; BBC Concert Orchestra o.l.v. John Wilson
- Uitgave Marco Polo Records: Nationaal Symfonieorkest van Ierland o.l.v. Andrew Penny